# Джураев, Абубакир Мухтарович
Абубакир Мухтарович Джураев (род. 31 января 1961, Жаны-Жол, Ошская область) — киргизский математик.

## Биография
Трудовую деятельность начал в 1983 году с должности старшего инженера Института математики АН КиргССР. В декабре 1983 года был направлен стажер-исследователем в Московский энергетический институт. В 1985 году поступил в очную аспирантуру при Московском энергетическом институте.
В декабре 1988 года по направлению Правительства КиргССР работал в Иссык-Кульском государственном университете преподавателем, старшим преподавателем, доцентом, заместителем декана, заведующим кафедрой высшей математики. В 1994 году по направлению министерства образования КР был переведен в Ошский технологический университет, где заведовал кафедрой прикладной математики, был директором департамента по филиалам ОшТУ.
В 2000 году был назначен деканом естественно-педагогического, затем финансово-экономического факультета Кыргызско-Узбекского университета.
В 2002 году перешел в Ошский государственный университет: зав. кафедрой бухгалтерского учета и анализа, директор гуманитарно-педагогического института, директор департамента по связям с производством, директор института фундаментальных и прикладных исследований.
С 2006 года Президент Математического общества Кыргызстана.
В декабре 2008 года был назначен проректором по науке и инновациям Киргизского национального университета имени Жусупа Баласагына.
2008—2009 годы — советник Премьер-министра Кыргызской Республики на общественных началах.
2010—2011 годы — заместитель председателя Общественного Наблюдательного Совета при Министерстве образования и науки Кыргызской Республики.
В декабре 2011 года был назначен начальником Управления науки и научно-технической информации Министерства образования и науки Кыргызской Республики.
В 1990 году в МГУ им. М. В. Ломоносова защитил кандидатскую диссертацию. В 2009 году в ИТиПМ НАН КР защитил докторскую диссертацию.
Джураев А. М. имеет более 100 научных трудов. Автор перевода учебников по математике для 1, 9 кл. кыргызских школ РУз (Ташкент) и для 1,2,3 классов узбекских школ КР (Бишкек).
Участник международных конференций, конгрессов и олимпиад.
Делегат XV—XVIII Генеральных Ассамблей Международного математического союза (Испания, Индия, Республика Корея, Бразилия).
Джураев А. М. является первым математиком из Центральной Азии, избранным в руководящий состав Международного математического союза. На XVII Генеральной Ассамблее избран членом финансового комитета Международного математического союза на 2015—2018 годы (Кёнджу, Республика Корея).
Член экспертной комиссии Управления науки МОиН КР (2008—2009), заместитель главного редактора «Вестник КНУ» (2009), заместитель председателя комиссии по разработке перечня государственных услуг, оказываемых министерством образования и науки КР (2011), член рабочей группы по разработке Закона «О науке» (2011), член рабочей группы по подготовке законопроекта об общественных наблюдательных советах (2011), член рабочей группы «Среднее профессиональное, высшее, послевузовское образование» Стратегии развития образования (2012—2020).

## Награды
- Отличник образования Кыргызской Республики.
- Награждён Дипломом I степени ЦК ЛКСМ и МинВУЗа КиргССР.
- Награждён юбилейной медалью «75 лет ВФ КНУ им. Ж.Баласагына».
- Награждён Почетной грамотой КГУ имени 50-летия СССР.